# 武壮隆志
武壮 隆志（むそう たかし）は、日本の写真家。株式会社むそう写真事務所代表取締役。和歌山県田辺市出身。大阪市在住。日本写真協会正会員

## 略歴
- 1995年 - 写真家牧田清と出会い、サンスタジオを経てフリー。
- 2005年 - 大阪人権博物館（リバティおおさか）にて写真作品の常設展示。
- 2007年 - キヤノン「写真新世紀」佳作を受賞。
- 2008年　ホームレスの支援団体ビッグイシューにて写真講座講師、写真展アドバイザー
- 2024年 - 写真展　ほとけの乙女　ミャンマーの仏塔・寺院と少女たち　アイデムフォトギャラリー「シリウス」

## 著書
- 最重度・重複障害児かなこちゃんの暮らし（2006年2月、明石書店）
- ほとけの乙女　ミャンマーの仏塔・寺院と少女たち[1]（2024年3月7日、雷鳥社）